# 이집트 제10왕조
이집트 제10왕조는 이집트 제1중간기의 한 시대이다. 혼란스러운 이집트 제9왕조가 끝난 기원전 2130년부터 제11왕조의 멘투호테프 2세가 이집트를 재통일한 기원전 2040년 경까지 90여년간 존속한 것으로 보인다.
제10왕조는 제9왕조의 뒤를 이어 헤라클레오폴리스에 작은 소국으로 자리잡았다. 제10왕조에 대한 기록은 제9왕조보다도 훨씬 적으며 그나마도 알려진 인물이 메리카레가 전부이다.

## 알려진 역대 파라오
- 메리하토르
- 네페르카레 4세
- 케티 5세(완카레)
- 메리카레
- 정체불명의 파라오

- 토리노 파피루스에는 9, 10왕조를 합쳐 총 18명의 파라오가 있었다고 한다.